# Zambia na Mistrzostwach Świata w Lekkoatletyce 2009
Zambia na Mistrzostwach Świata w Lekkoatletyce 2009 – reprezentacja Zambii podczas czempionatu w Berlinie liczyła 4 zawodników. Żaden z przedstawicieli tego państwa nie zdołał awansować do finału.

## Występy reprezentantów Zambii

### Mężczyźni
| Konkurencja    | Zawodnik      | Eliminacje | Eliminacje | Ćwierćfinał   | Ćwierćfinał   | Półfinał      | Półfinał      | Finał         | Finał         |
| Konkurencja    | Zawodnik      | Wynik      | Poz.       | Wynik         | Poz.          | Wynik         | Poz.          | Wynik         | Poz.          |
| -------------- | ------------- | ---------- | ---------- | ------------- | ------------- | ------------- | ------------- | ------------- | ------------- |
| Bieg na 100 m  | Gerald Phiri  | 10,30      | 16.        | 10,14         | 14.           | 10,19         | 13.           | Nie awansował | Nie awansował |
| Bieg na 200 m  | Gerald Phiri  | NS         |            | Nie awansował | Nie awansował | Nie awansował | Nie awansował | Nie awansował | Nie awansował |
| Bieg na 800 m  | Prince Mumba  | 1:48,13    | 29.        |               |               | Nie awansował | Nie awansował | Nie awansował | Nie awansował |
| Bieg na 5000 m | Tonny Wamulwa | 14:01,67   | 32.        |               |               | Nie awansował | Nie awansował | Nie awansował | Nie awansował |

### Kobiety
| Konkurencja   | Zawodniczka     | Eliminacje | Eliminacje | Półfinał       | Półfinał       | Finał          | Finał          |
| Konkurencja   | Zawodniczka     | Wynik      | Poz.       | Wynik          | Poz.           | Wynik          | Poz.           |
| ------------- | --------------- | ---------- | ---------- | -------------- | -------------- | -------------- | -------------- |
| Bieg na 400 m | Racheal Nachula | 53,21      | 25.        | Nie awansowała | Nie awansowała | Nie awansowała | Nie awansowała |